# Фонте, Марчелло
Марчелло Фонте (итал. Marcello Fonte; род. 7 ноября 1978, Мелито-ди-Порто-Сальво, Реджо-Калабрия, Италия) — итальянский актёр. Обладатель приза Каннского кинофестиваля за лучшую мужскую роль (2018).

## Биография
Марчелло Фонте родился 7 ноября 1978 года в Мелито-ди-Порто-Сальво (Реджо-Калабрия, Италия) в многодетной семье. Он является младшим из семи детей в семье. Был принят в местный детский оркестр, где был барабанщиком.
В 1999 году переехал в Рим, где жил его брат. До начала актёрской карьеры подрабатывал портным, парикмахером и продавцом. Брат, работавший дизайнером в Театре Валье, узнал, что в одной из постановок освободилась роль, и предложил Марчелло сходить на кастинг. Фонте согласился и вскоре получил свою дебютную роль в спектакле. Увлекшись игрой на сцене, Марчелло решил стать актером. Позже он играл небольшие роли в итальянских телевизионных сериалах и кинофильмах.
В 2018 году Фонте сыграл главную роль в фильме «Догмэн», за что был отмечен многочисленными кинонаградами, в том числе призом за лучшую мужскую роль на 71-м Каннском кинофестивале.

## Фильмография
- 2018 — Догмэн — Марчелло

## Награды
- 2018 — Приз Каннского кинофестиваля за лучшую мужскую роль (фильм «Догмэн»)
- 2018 — Премия «Серебряная лента» за лучшую мужскую роль (фильм «Догмэн»)
- 2018 — Премия Европейской киноакадемии лучшему актёру (фильм «Догмэн»)